# Клоун і його собачки
Le Clown et ses chiens (фр.) («Клоун і його собачки») — німий короткометражний мультфільм режисера Еміля Рено. Він складається з 300 власноруч намальованих зображень і триває приблизно 15 хвилин.
Це один з перших анімаційних фільмів. Його прем'єра разом з мультфільмами «Бідний П'єро» та «Кухоль пива» відбулася в музеї Ґревін 28 жовтня 1892. Ці три стрічки демонструвалися в одному показі під назвою «Світлові пантоміми».
Мультфільм втрачено.